# Псиншоко
Псиншоко́ (кабард.-черк. Псыншэкъуэ) — река в Кабардино-Балкарии и Ставропольском крае. Устье реки находится в 84 км по левому берегу реки Золка. Длина реки составляет 25 км, площадь водосборного бассейна 52,8 км². 

## Характеристики
Берёт своё начало с северного склона Джинальского хребта в Кабардино-Балкарии. В своём среднем и нижнем течении является пограничной между Кабардино-Балкарией и Ставропольским краем. 
Впадает в реку Золка, к западу от села Октябрьское в Зольском районе. 

## Данные водного реестра
По данным государственного водного реестра России относится к Западно-Каспийскому бассейновому округу, водохозяйственный участок реки — Кума от впадения реки Подкумок до Отказненского гидроузла, речной подбассейн реки — подбассейн отсутствует. Речной бассейн реки — Бессточные районы междуречья Терека, Дона и Волги.
По данным геоинформационной системы водохозяйственного районирования территории РФ, подготовленной Федеральным агентством водных ресурсов:
- Код водного объекта в государственном водном реестре — 07010000612108200001966
- Код по гидрологической изученности (ГИ) — 108200196
- Код бассейна — 07.01.00.006
- Номер тома по ГИ — 08
- Выпуск по ГИ — 2